# てのひらの闇
『てのひらの闇』（てのひらのやみ）は、藤原伊織による日本の推理小説。
『オール讀物』（文藝春秋）にて、1999年1月号から7月号まで連載されていた。連載当時のタイトルは「ホワイトノイズ」。同年10月の単行本刊行の際に改題された。2000年、第53回日本推理作家協会賞長編及び連作短編部門にノミネートされた。
2001年に舘ひろし主演でテレビドラマ化された。

## あらすじ
会社の早期退職勧奨を受け入れ、退職間近の飲料メーカー宣伝部課長の堀江雅之はある日、会長の石崎に呼び出される。ビデオ撮影が趣味だという石崎が朝の散歩中に偶然撮影したという人命救助の瞬間の映像を見せられ、この映像をCMにできないかと相談される。
だが堀江は、映像がCG合成であることを見抜き、会長に進言する。「感謝する」、そう謎の言葉を残し、会長はその日の夜に自宅で首を吊って死んだ。遺書には社の業績不振の責任を取る旨が記されていた。
会長が自殺したのは、自分が映像の秘密を暴いたせいなのだろうかと堀江は自問する。会長室のテープも、堀江が内密にダビングしておいたテープもなくなっており、堀江は自殺の真の原因が自分の知らない悪意によるものではと直感する。

## 登場人物

### タイケイ飲料
堀江 雅之
宣伝部制作担当課長。2年前まで支店の営業課長だった。人員削減策で真田からの退職勧奨を受け入れ、退職間近。父親は暴力団組長だった。左手に火傷のひきつりがある。
20年前、まだ小さな広告会社の社員だった頃に女優が犯したミスを庇ったのを、当時宣伝部長だった石崎に見込まれ、その会社を辞める後、石崎にタイケイ飲料へスカウトされた。
石崎 博久
会長。社内実務は社長がこなし、業界団体や財界活動が仕事の大部分を占める。
自分が撮影した映像がCG合成であることを見破られた日の夜、自宅で自殺する。
大原 真理
宣伝部主任。既婚者。夫はフリージャーナリストを目指している。
真田 郁夫
宣伝部部長。肩書きによって口調をあからさまに変える。
柿島 隆志
取締役経営企画部長。堀江と同い年。中途入社の堀江を差別せず、営業のイロハを教えた。堀江の能力を高く評価している。
佐久間
宣伝部媒体担当。
隅田
宣伝部市場調査担当。
富沢
宣伝部業務管理課営業・支店窓口担当。上司から退職勧奨をされているが、頑なに拒否している。

### その他
加賀美 順子
女優。20年前、30代だった頃、タイケイ飲料の商品の生放送のCMで社名を間違えるという重大なミスを犯した。責任は問われなかったものの、しばらくして女優業を引退した。
与田 亮介
江東大学経済学部助教授。39歳。テレビ出演もするエコノミスト。ジョギングの習慣も石崎との面識もないと主張する。
佐伯 貴恵
バルコニーから転落した幼児の母親。加賀美順子の妹。レストランを数店舗経営している。
ナミ
バー「ブルーノ」の経営者。髪型はベリー・ショート。愛車はドゥカティ。店は外国人の客が多い。
マイク
ナミの異父弟。18歳。姉の店を手伝っている。父親はロスで投資会社を経営しており、マイク自身も経済に明るい。
石崎 博光
石崎会長の息子。建築家。妻・貴代子と共に同居している。遺体の第一発見者。
坂崎 大吾
塩田組四代目組長。堀江を「若」と呼ぶ。上部組織である関東源修会の会長でもある。父親はかつて大物フィクサーと呼ばれた坂崎恭太郎。
杉野 邦夫
吉永興産社長。ブルーノが入っている加賀美ビルの所有者。
菊村 和也
勝沼組若頭。
佐藤 則夫
北関東ブロック選出の衆議院議員。与党幹事長。
佐伯 達夫
加賀美順子の父親。佐伯組二代目組長。心筋梗塞で病死した。
勝沼 英樹
吉永興産の取締役。佐藤と同郷。
堀江 秀之
雅之の父親。塩田組三代目組長。自分を撃った男を道連れに火を付け死んだ。
大宮 正三
吉永興産副社長。

## テレビドラマ
2001年2月14日にテレビ東京系列「女と愛とミステリー」にて放映された。脚本は宮川一郎、演出は石橋冠。視聴率は9.7%（関東地方）。

### キャスト
- 堀江雅之：舘ひろし
- 大原真理：櫻井淳子
- 勝沼英樹：本田博太郎
- 真田部長：加賀谷純一
- ナミ：北河多香子
- ヨシ：衣笠友章
- 与田亮介：井之上隆志
- 杉野邦夫：佐渡稔
- 坂上大吾：山田明郷
- 佐伯貴恵：麻生祐未
- 加賀美順子：涼風真世
- 石崎博久：渡瀬恒彦

- 荻原紀
- 飯島大介
- 大木正司
- 木下浩史
- 河野洋一郎
- 服部美也子
- 高木洋行
- 利光美保
- 樅木英介
- 佐藤仙学  ほか

### スタッフ
- 企画プロデューサー：近藤晋
- 殺陣：佐々木修平
- 特殊効果：高橋レーシング
- 視覚効果：オムニバス・ジャパン
- 技術協力：NTV映像センター
- 美術協力：KHKアート
- プロデュース：佐々木彰、藤田裕一、鶴岡智之
- 製作：テレビ東京、BSジャパン、東北新社クリエイツ